# Sarichioi
Sarichioi (prononcer Sarikïoï) est une commune du județ de Tulcea, en Dobrogée, province roumaine.

## Géographie

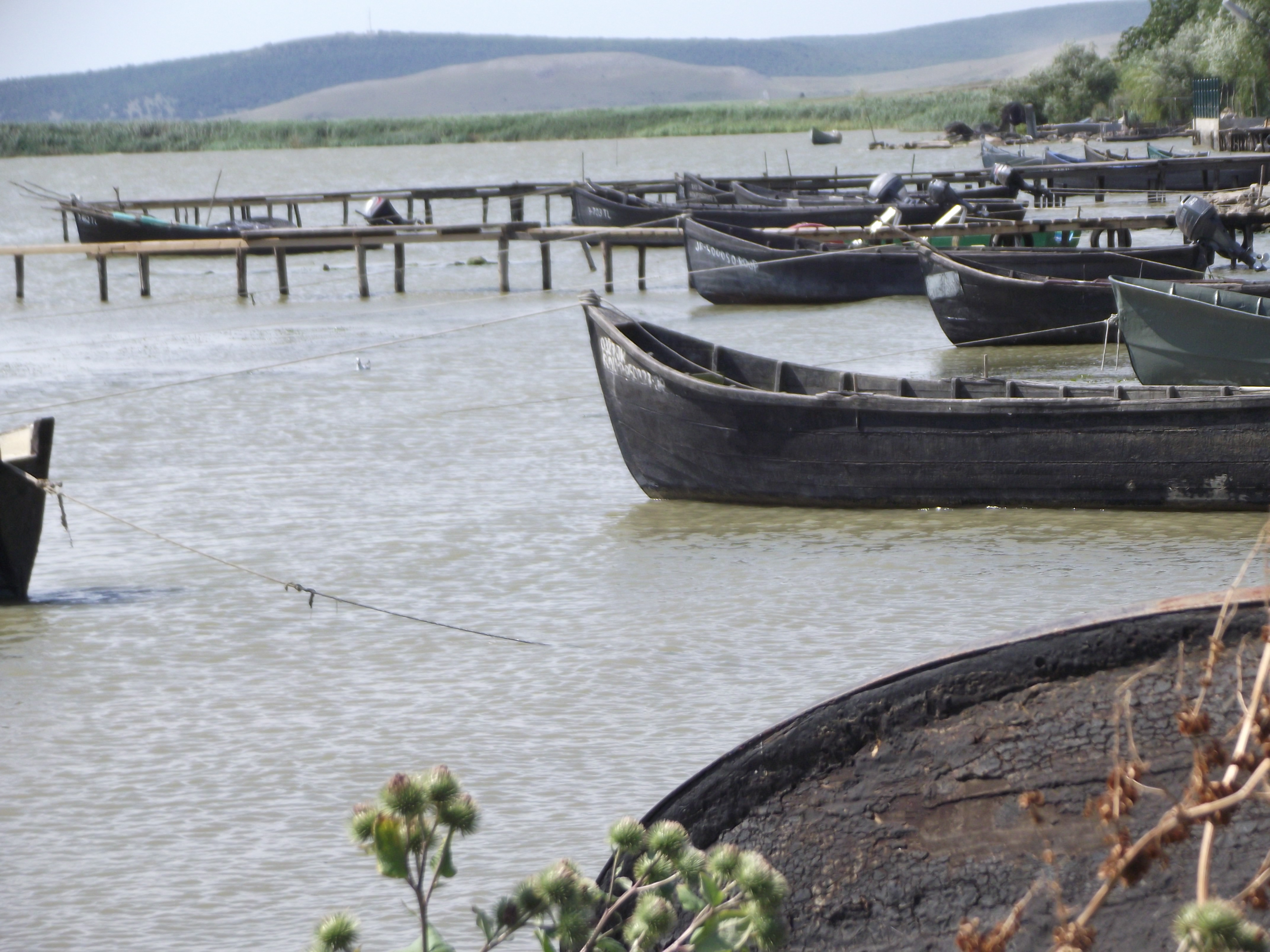
Les lotcas des pêcheurs de Sarichioi.

Sarichioi a une superficie de 282,38 km2. La commune comprend les villages de Sarichioi, Sabangia, Zebil, Visterna et Enisala. Le village de Sarichioi se situe au bord du liman de Iancina (ou Razelm, ou Razim selon les langues) qui fait partie du complexe lagunaire situé au sud des bouches du Danube, protégé par la réserve de biosphère du delta du Danube. Le territoire est légèrement vallonné, le rivage plat et sableux. La population, au recensement de 2002, s'élevait à 7 457 habitants dont 46,4 % roumains, 43,1 % lipovènes et 10,5 % autres (grecs, tatars et aroumains). Les habitants vivent traditionnellement d’horticulture et de viticulture à terre, de pêche sur le liman. Mais le village a aussi une longue tradition d’émigration, beaucoup de Saricois partant travailler ailleurs ou s’engageant dans la marine roumaine.

## Histoire
Dans l’antiquité, le liman de Iancina, à l’époque nommé Orgame, était encore un golfe du Pont Euxin ouvert directement sur la mer, dont les rivages étaient peuplés de Gètes : des Thraces du nord progressivement hellénisés et romanisés. De ce processus sont issus les Pontiques de langue grecque et les Valaques de langue romane, auxquels s’ajouteront, au Moyen Âge, des Bulgares, des Petchénègues, des Coumans, des Alains, des Tatars et des Turcs (ces derniers, venus avec la domination ottomane en 1418-22). Le nom de Sarichioi est d’ailleurs turc et signifie le « village jaune » (Sarı-Köy) ; auparavant, il s’appelait Herakleion, et figure sur les portulans génois sous le nom d’Eraclea. Au sud du village s’élève la forteresse byzantine du XIIIe siècle d’Héraclée (aujourd'hui Enisala, « Nouvelle proclamation » ou « Nouvelle prière » en turc : Yeni-Sala), pourvue de trois tours hexagonales (dont l'une a été restaurée), peut-être élevées par les Génois qui ont eu des comptoirs dans la région. Cette forteresse est abandonnée depuis 1651, son dernier gouverneur turc étant Evli Çelebi. En 1741, à la population d’origine grecque, roumaine, bulgare et turco-tatare viennent s’ajouter environ 1600 réfugiés lipovènes fuyant, en Russie, les persécutions des tsars contre leur foi vieille-orthodoxe et cherchant refuge dans l’Empire ottoman.

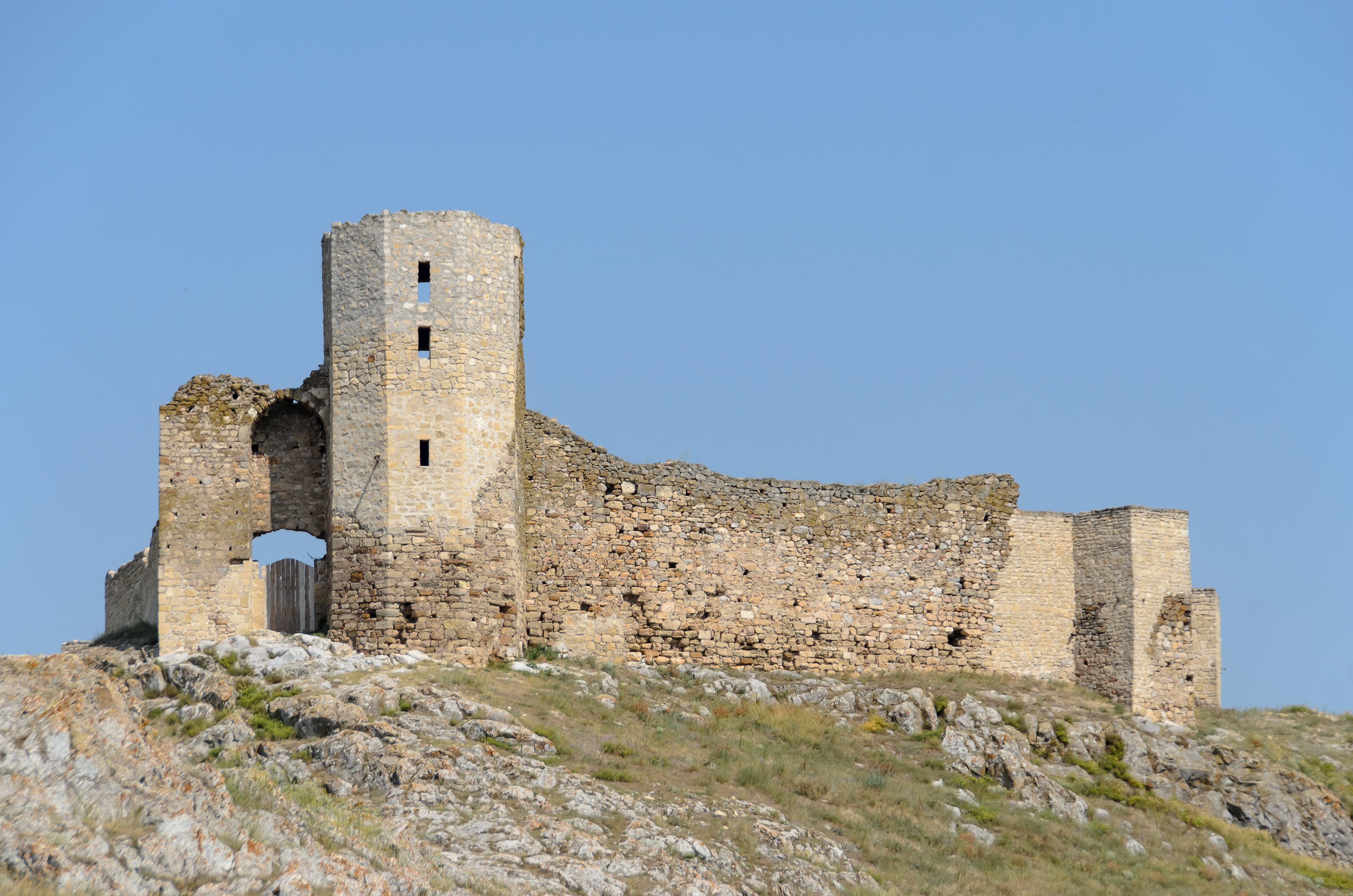
Ruines de la forteresse d'Héraclée (Enisala).

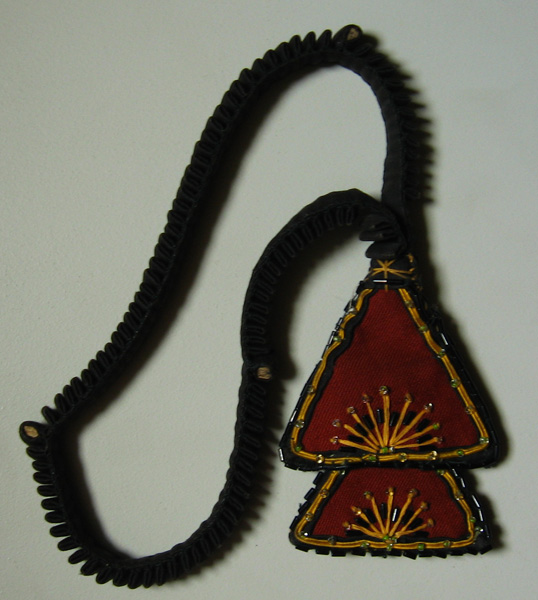
Une verviţă, chapelet) typiquement lipovène.

Sarichioi devient roumain en 1878. Depuis, outre l’école religieuse lipovène qui dispense ses cours en russe ancien (voir Église orthodoxe vieille-ritualiste lipovène), une école publique roumaine fonctionne dans le village. En 1993, l’équipe française de télévision Thalassa dirigée par Isabelle Mœglin et Jean-Michel Destaing y a tourné la plupart des séquences du film Dans les bras du Danube essentiellement consacré aux Lipovènes. Le village y apparaît comme une « extrémité du monde » peuplée de millénaristes attendant la fin du monde pour l'an 2000. En fait, ce sera seulement la fin du kolkhoze de pêche, tandis que le liman entre, avec le delta du Danube, dans la Réserve de biosphère des bouches du Danube, etc.

## Tourisme
À partir de 2000, Sarichioi commence à s’ouvrir au tourisme, des chambres d’hôte sont aménagées, des restaurants s’ouvrent et les bateaux, désormais motorisés, permettant des parties de pêche à travers le delta du Danube, où les pêcheurs autorisés (dont les taxes servent à la Réserve) peuvent planter leurs tentes, installer leur barbecues et s’adonner à leur loisir préféré.
Pour les amateurs de nature, des randonnées en barque d’observation-photo sont également organisées ; entre autres, à une demi-heure de bateau on peut trouver une grande colonie de pélicans de l’autre côté du liman, tandis qu’à trois mille au nord on peut accéder, en nombre limité, à l’île de Popina (réserve naturelle intégrale). La Roumanie est signataire de la convention de Ramsar sur la préservation des milieux humides.
La forteresse d’Enisala et les églises orthodoxes sont également des points d’attraction touristique.

## Démographie
Lors du recensement de 2011, 56,48 % de la population se déclarent roumains et 39,75 % comme lipovènes (3,6 % ne déclarent pas d'appartenance ethnique et 0,15 % déclarent appartenir à une autre ethnie).

## Politique
| Parti | Parti                                           | Sièges |
| ----- | ----------------------------------------------- | ------ |
|       | Parti national libéral (PNL)                    | 8      |
|       | Parti social-démocrate (PSD)                    | 3      |
|       | Comunitatea Rușilor Lipoveni din România (CRLR) | 2      |
|       | Alliance des libéraux et démocrates (ALDE)      | 1      |
|       | Parti Mouvement populaire (PMP)                 | 1      |

## Patrimoine maritime
L’ancienne pêcherie (cherhana) avec ses outils de pêche traditionnels et les barques typiques de la région (les lotcas aux pointes relevées et les mahonnes pour sortir en mer après avoir traversé le liman) sont encore visibles (et, pour certaines, en usage) : un éco-musée pourrait voir le jour ici.